# Dons
Dons, właśc. Artūrs Šingirejs (ur. 10 kwietnia 1984 w Brocēni) – łotewski piosenkarz, autor tekstów i muzyk. Reprezentant Łotwy w 68. Konkursie Piosenki Eurowizji (2024).

## Życiorys
Urodził się w Brocēni, na Łotwie. W 2006 wydał pierwszy solowy album Lights On. Jest zdobywcą wielu nagród muzycznych m.in. otrzymał siedmiokrotnie łotweską nagrodę Top Radio Hit za najczęściej odtwarzaną piosenkę. W 2024 reprezentował Łotwę w Konkursie Piosenki Eurowizji z piosenką „Hollow” – pomyślnie awansował do finału w którym zajął 16. miejsce